# Вігвам

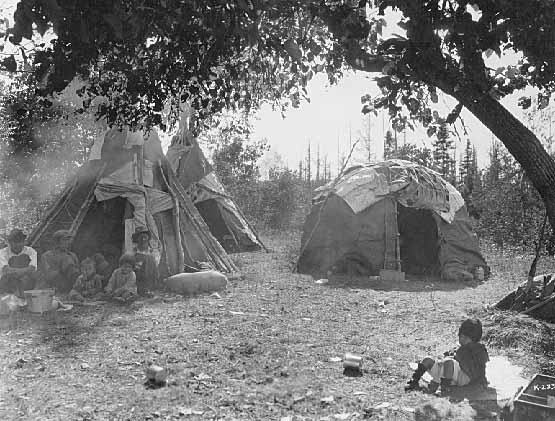
Оджибвейський вігвам і дакотські тіпі, Міннесота, 1928

Вігва́м (через англ. wigwam з мови абенакі) — житло північноамериканських індіанців алгонкінів з жердин, які покриваються гілками, корою, циновками, шкірами звірів та іншим. Має склепінчасту форму. Вігвам часто плутають із гостроверхим тіпі.
Найкращі вігвами покривають корою, яка зрізається з дерев, коли вони пускають сік. Її пресують для отримання потрібної форми, а потім висушують. Очеретяні циновки добре утримують тепло. 
Вігвами мають різні розміри, що визначаються їхнім призначенням. У невеликих вігвамах вогнище розпалюють посередині, дим виходить через отвір зверху. Для того, щоб дим не розповсюджувався всередині у вітряну погоду вхід закривається циновкою. У великих вігвамах може бути декілька багать.
Для спання використовуються лежаки, підняті над землею, і вкриті циновками або шкурами звірів.